# Rignald Lourens
Rignald Lourens (ur. 12 sierpnia 1986) – piłkarz z Curaçao grający na pozycji napastnika w klubie UNDEBA. Reprezentant Antyli Holenderskich.